# Илия Църнаков
Илия Църнаков-Лазаридис е гръцки комунист, участник в Гражданската война.

## Биография
Роден е в 1909 или 1910 година в леринското село Пътеле, тогава в Османската империя. Работи като ковач. Става член на Федерацията на комунистическата младеж на Гърция в 1926 година, а в 1932 година - на Комунистическата партия на Гърция. Член е на Районния комитет за Суровишко и е секретар на организацията в Пътеле. В 1940 година е мобилизиран и участва в Итало-гръцката война. По време на окупацията през Втората световна война участва в лявото съпротивително движение и действа срещу българските чети на Охрана. По време на последвалата Гражданска война е в редовете на Демократичната армия на Гърция. Става политически комисар на чета на 18 бригада ДАГ. Загива при минометен обстрел край Клисура през октомври 1947 или през март 1948 година.